# Objetivo Minolta AF 500mm

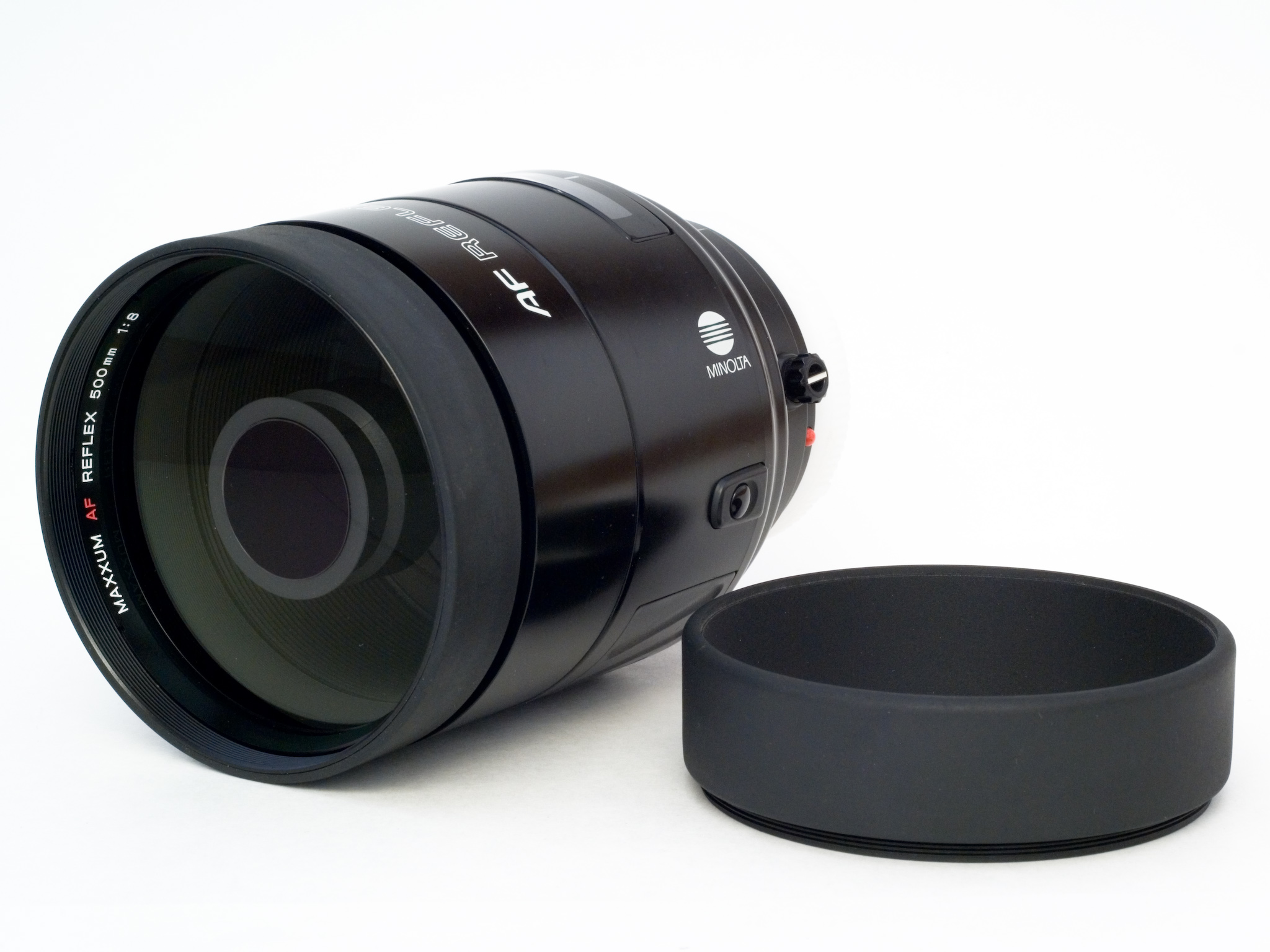
Minolta Reflex 500mm.

Originalmente fabricado por Minolta, y hasta hace poco por Sony, el AF 500mm Reflex es un objetivo fotográfico catadióptrico compatible con cámaras usando el sistema de enfoque automático de Minolta y la monturas de objetivos de Sony Alpha.
El objetivo es bastante nítido de esquina a esquina. Al igual que otros objetivos de diseño catadióptrico, no presenta franjas de color, pero carece de contraste (este puede mejorarse mediante el posprocesamiento de imágenes). No funciona bien en enfoques cercanos (menos de 6 m) y su apertura lenta fija de f/8 permite usarlo a pulso, principalmente en días soleados. Su pequeño tamaño (14 cm de largo) y su bajo peso (700 g) lo convierten en un objetivo de 500 mm fácil de transportar. La representación de detalles desenfocados puede resultar en un fondo recargado, pero esto no suele ser un problema con fondos uniformes. El objetivo puede ser útil para fotografiar aves acuáticas, aviones y detalles de paisajes.
Mediante el uso de un espejo de diseño similar a la de un telescopio, este objetivo utiliza muy poco cristal comparado con los tradicionales teleobjetivo y es más pequeño, ligero y mucho menos costoso que los objetivos tradicionales en la misma distancia focal. Sin embargo, este y todos los otros objetivos de espejo pueden producir un indeseable bokeh en forma de dona en la imagen que produce.